# 3,11-二羟基十二烷酸
3,11-二羟基十二烷酸（英語：3,11-Dihydroxydodecanoic acid）是一种二羟基羧酸，化学式CH3CHOH(CH2)7CHOHCH2COOH，微量存在于蜂王漿中。